# Viceprimar
Viceprimarul este subordonat primarului și, în situațiile prevăzute de lege, înlocuitorul de drept al acestuia, situație în care exercită, în numele primarului, atribuțiile ce îi revin acestuia. Primarul poate delega o parte din atribuțiile sale viceprimarului.
Viceprimarul este ales, prin vot secret, cu majoritate absolută, din rândul membrilor consiliului local, la propunerea primarului sau a consilierilor locali.
Exercitarea votului se face pe bază de buletine de vot. Alegerea viceprimarului se realizează prin hotărâre a consiliului local.